# Peter Klassen (Diplomat)
Peter Klassen (* 29. Juli 1903 in Saarbrücken; † 25. April 1989 in Bonn) war ein deutscher Diplomat in der Zeit des Nationalsozialismus und in der Bundesrepublik. Als Judenberater war er während des Zweiten Weltkriegs in der deutschen Botschaft in Paris tätig, um in dieser Funktion die Entrechtung, Ausplünderung und Deportation von Juden voranzutreiben. Klassen wurde dafür nie zur Rechenschaft gezogen.

## Leben
Nach dem Besuch des Reformrealgymnasiums in Saarbrücken studierte Klassen an den Universitäten München und Kiel die Fächer Geschichtswissenschaft und Archäologie. Klassen promovierte 1929 bei Friedrich Wolters und schloss seine Dissertationsschrift mit einem Ausspruch Friedrichs II. von Preußen, wonach nicht die Furcht, sondern die Liebe und Hingebung die Untertanen lenken solle. Von 1932 bis 1934 war er Forschungsassistent an der Universität Heidelberg und dann freier wissenschaftlicher Schriftsteller. Zum 1. August 1933 trat er der NSDAP bei (Mitgliedsnummer 2.681.767).
Am 1. August 1939 trat er in den Auswärtigen Dienst ein und wurde im Dezember 1940 an die Botschaft nach Paris versetzt. Im August 1940 entsandte ihn Legationsrat Ullrich zusammen mit Kurt Jagow und Heinz Günther Sasse in einer Kommission, die in Tours nachgewiesene Akten des französischen Außenministeriums überprüfen sollte. Das zur Bearbeitung geeignete Material wurde nach Berlin überführt. Die Beschlagnahme erfolgte durch das sogenannte Sonderkommando Künsberg. In der Informationsabteilung und der Kulturpolitischen Abteilung war Klassen als Judenreferent tätig und steuerte die antijüdische Kulturarbeit unter einem Label „Politisches Lektorat“. Er wirkte auf den französischen Antisemitismus über die Herausgeber der Wochenschrift Au Pilori und über Louis Darquier, der Präsident der l’Union Française pour la Défense de la Race (UFDR) war und 1942 Präsident des Commissariat Général aux Questions Juives wurde.
Klassen war Teilnehmer Tagung der „Judenreferenten“ des AA in Krummhübel am 3. und 4. April 1944, auf der Franz Alfred Six in einem Eingangsstatement offen über die „physische Beseitigung der Ostjudentums“ referierte, das bei allen Gegnern Deutschlands über großen Einfluss verfüge. Zu den weiteren Rednern gehörte neben anderen Peter Klassen, der über die Förderung des Antisemitismus in Frankreich berichtete:

„Er „gibt zunächst einen längeren historischen Überblick über die Entwicklung des Judenproblems und des Antisemitismus in Frankreich und verweist auf den Unterschied der Judenbehandlung in der Nord- und Südzone. In der Nordzone sei man zur Arisierung jüdischer Unternehmen geschritten, das jüdische Schrifttum sei eingezogen worden. Jüdischen Schriftstellern und Schauspielern sei nach der französischen Judengesetzgebung die Arbeit zwar nicht verboten, doch dürften sie weder eine Zeitung oder ein Theater besitzen, noch leiten. Aus den Staatsstellen sei der Jude verschwunden. Im Jahr 1940 wurde in Frankreich ein Judeninstitut gegründet. Eine antijüdische Ausstellung habe großen Erfolg gehabt. Abgesehen von einigen antisemitischen Geistlichen habe sich die katholische Kirche weitgehend im Sinne der demokratischen Ideologie für das Judentum eingesetzt. Einige antisemitische Filme haben abschreckend gewirkt. Der Film müßte daher starker eingesetzt werden. Die Informationstätigkeit müsse von der französischen Tradition ausgehen und als französische Sache hingestellt werden. Bei den Anhängern Déats und des französischen Faschismus fänden sich brauchbare Ansatzpunkte. Die Lage in Französisch-Nordafrika eigne sich gut zur Auswertung.“

Über eine Entnazifizierung Klassens nach Kriegsende ist nichts bekannt. Er erhielt 1949 eine Stelle an der Westdeutschen Bibliothek in Marburg im Referat für die Literatur romanischer Länder. Im Februar 1952 kehrte er in den Auswärtigen Dienst zurück und leitete von 1954 bis 1956 das Politische und Historische Archiv des Auswärtigen Amts, bei dem Wissenschaftler mit ihren Fragen zur NS-Zeit aufliefen. Er arbeitete später an den Missionen in London und Madrid. Klassen schied 1962 aus dem Beamtenverhältnis aus.

## Werke
- Die Grundlagen des aufgeklärten Absolutismus. G. Fischer, Jena 1929. Dissertation Universität Kiel.
- Baudelaire: Welt und Gegenwelt. Lichtenstein, Weimar 1931.[5]
- Justus Möser. Klostermann, Frankfurt 1936.
- Nationalbewußtsein und Weltfriedensidee in der französischen Revolution. In: Die Welt als Geschichte. Zeitschrift für universalgeschichtliche Forschung. 2. Jg., 1936, Heft 1, Kohlhammer, Stuttgart.
  - Reich und Gegenreich? Zu dem Versuch einer neuen Friedensideologie, in ebd. 5. Jg. 1939.
- Die universalhistorischen Grundlagen der bündischen Friedensidee. In: Europäische Revue. Jg. 13, März 1937. Deutsche Verlagsanstalt, Stuttgart (auch als Sonderdruck verlegt).
- Horst Eckert, „Gottfried Wilhelm Leibniz’ Scriptores rerum Brunsvicensium. Entstehung und historiographische Bedeutung“, Frankfurt 1971. In: Historische Zeitschrift. Nr. 215, 1972, S. 678 f.
- Der junge Napoleon. Castrum Peregrini, Amsterdam 1985, ISBN 90-6034-055-8.
- Diverse Rezensionen in Historische Zeitschrift. Nr. 229–244, 1980–1987, zu Büchern über französische historische Themen, z. B. zu Napoleon, die Grande Armée 1804–1815, Claude Henri de Rouvroy de Saint-Simon, Joseph Fesch, Charles-Maurice de Talleyrand-Périgord (Titel der Bücher S. 204, 492 books.google.de).